# F3 australiana 2011
La Formula 3 australiana 2011 e l'Australian Drivers' Championship 2011 sono il titolo nazionale assegnato dalla CAMS. Il campionato 2011 è il 55° Australian Drivers' Championship e il settimo ad essere disputato con vetture a ruote scoperte costruite secondo i regolamenti FIA di Formula 3. La stagione è iniziata il 21 marzo 2011 al Winton Motor Raceway e si è conclusa il 13 novembre al Symmons Plains Raceway dopo sette round in sei diversi stati, con tre gare per round.
La serie è stata vinta dal pilota di Queensland Chris Gilmour. James Winslow ha vinto otto gare e Gilmour sei. Gilmour è il primo pilota australiano a vincere il campionato dal 2007 dopo tre anni consecutivi di piloti inglesi campioni. Giovanni Magro, anche lui di Queensland, è stato l'unico pilota del 2007 a parte Gilmour a correre l'intera serie ed è stato premiato con il terzo posto in campionato, 32 punti dietro a Gilmour.
Quattro piloti hanno corso la serie completa con vecchie auto di classe nazionale e hanno combattuto per il loro campionato. Analogamente alla classe superiore, il campionato non è stato deciso fino all'ultima gara della stagione. Steel Guiliana ha vinto la classe nazionale con sette punti. Il pilota Tasmano Josh Burdon è secondo, sessanta punti dietro Guiliana.

## Struttura delle classi
Le auto in competizione sono divise in due classi:
- Australian Formula 3 Championship - per le automobili costruite in conformità con i regolamenti FIA di Formula 3 con anno di fabbricazione tra il 1º gennaio 2002 e 31 dicembre, 2007[1]
- National Class - per le automobili costruite in conformità con i regolamenti FIA di Formula 3regolamenti con anno di fabbricazione tra il 1º gennaio 1999 e 31 dicembre, 2004[1]

Un'ulteriore classe, Invitation Class - per le automobili costruite in conformità con le normative appropriate a quella applicata per l'anno di produzione, era stata ripresa dai regolamenti, ma nessuna auto ammissibile iscritta durante il corso della stagione.

## Sistema di punteggio
| Posizione  | 1st | 2nd | 3rd | 4th | 5th | 6th | 7th | 8th | 9th | 10th | Pole Position | Giro Veloce |
| Gara 1 & 2 | 12  | 9   | 8   | 7   | 6   | 5   | 4   | 3   | 2   | 1    | 1 (Solo G1)   | 1           |
| Gara 3     | 20  | 15  | 12  | 10  | 8   | 6   | 4   | 3   | 2   | 1    | 0             | 1           |

I piloti con vetture di tutte le classi hanno diritto a ottenere punti per il Campionato Piloti. La Classe nazionale e piloti di Invitation Class sono ammessi anche per ottenere punti nei confronti dei loro rispettivi premi di classe.

## Team e Piloti
Le seguenti squadre e piloti sono in competizione nel 2011 Australian Drivers' Championship. Le voci provengono in parte da:
| Team             | Classe    | Telaio       | Motore            | N# | Pilota           |
| ---------------- | --------- | ------------ | ----------------- | -- | ---------------- |
| Transwest        | Gold Star | Dallara F307 | Mugen-Honda       | 2  | Mat Sofi         |
| Team BRM         | Gold Star | Dallara F307 | HWA-Mercedes-Benz | 3  | John Magro       |
| Team BRM         | Gold Star | Dallara F307 | HWA-Mercedes-Benz | 4  | Krisitan Lindbom |
| R-Tek Motorsport | Gold Star | Dallara F307 | HWA-Mercedes-Benz | 6  | Bryce Moore      |
| R-Tek Motorsport | National  | Dallara F304 | Spiess-Opel       | 7  | Steel Giuliania  |
| R-Tek Motorsport | National  | Dallara F304 | Spiess-Opel       | 8  | Josh Burdon      |
| R-Tek Motorsport | Gold Star | Dallara F307 | HWA-Mercedes-Benz | 9  | James Winslow    |
| BF Racing        | National  | Dallara F304 | Spiess-Opel       | 14 | Roman Krumins    |
| BF Racing        | National  | Dallara F304 | Spiess-Opel       | 42 | Ben Gersekowski  |
| Gilmour Racing   | Gold Star | Dallara F307 | HWA-Mercedes-Benz | 17 | Chris Gilmour    |
| Fusion Formula   | National  | Dallara F304 | Renault-Sodemo    | 25 | Tim Macrow       |

## Calendario
Il campionato è composto da una serie di sette round.
Quest'anno la serie comparirà sui programmi di tre gare della V8 Supercars a Winton, Symmons Plains Raceway, e, in una prima assoluta per la categoria, Hidden Valley Raceway nel Territorio del Nord.
| Round | Gara | Circuito               | Data           | Pole Position | Giro veloce                 | Pilota vincitore            | Team vincitore              |
| ----- | ---- | ---------------------- | -------------- | ------------- | --------------------------- | --------------------------- | --------------------------- |
| 1     | 1    | Winton Motor Raceway   | 20–22 maggio   | John Magro    | James Winslow               | James Winslow               | R-Tek Motorsport            |
| 1     | 2    | Winton Motor Raceway   | 20–22 maggio   | John Magro    | Bryce Moore                 | James Winslow               | R-Tek Motorsport            |
| 1     | 3    | Winton Motor Raceway   | 20–22 maggio   | John Magro    | gara cancellata per pioggia | gara cancellata per pioggia | gara cancellata per pioggia |
| 2     | 4    | Hidden Valley Raceway  | 17–19 giugno   | James Winslow | Bryce Moore                 | James Winslow               | R-Tek Motorsport            |
| 2     | 5    | Hidden Valley Raceway  | 17–19 giugno   | James Winslow | Bryce Moore                 | John Magro                  | Team BRM                    |
| 2     | 6    | Hidden Valley Raceway  | 17–19 giugno   | James Winslow | John Magro                  | Kristian Lindbom            | Team BRM                    |
| 3     | 7    | Eastern Creek Raceway  | 14–17 luglio   | Mat Sofi      | James Winslow               | Mat Sofi                    | Transwest                   |
| 3     | 8    | Eastern Creek Raceway  | 14–17 luglio   | Mat Sofi      | James Winslow               | Mat Sofi                    | Transwest                   |
| 3     | 9    | Eastern Creek Raceway  | 14–17 luglio   | Mat Sofi      | Mat Sofi                    | Mat Sofi                    | Transwest                   |
| 4     | 10   | Morgan Park Raceway    | 12–14 agosto   | John Magro    | John Magro                  | Chris Gilmour               | Gilmour Racing              |
| 4     | 11   | Morgan Park Raceway    | 12–14 agosto   | John Magro    | John Magro                  | Chris Gilmour               | Gilmour Racing              |
| 4     | 12   | Morgan Park Raceway    | 12–14 agosto   | John Magro    | Chris Gilmour               | Chris Gilmour               | Gilmour Racing              |
| 5     | 13   | Circuito di Sandown    | 9–11 settembre | John Magro    | James Winslow               | James Winslow               | R-Tek Motorsport            |
| 5     | 14   | Circuito di Sandown    | 9–11 settembre | John Magro    | James Winslow               | Chris Gilmour               | Gilmour Racing              |
| 5     | 15   | Circuito di Sandown    | 9–11 settembre | John Magro    | James Winslow               | James Winslow               | R-Tek Motorsport            |
| 6     | 16   | Phillip Island         | 4–6 novembre   | James Winslow | John Magro                  | James Winslow               | R-Tek Motorsport            |
| 6     | 17   | Phillip Island         | 4–6 novembre   | James Winslow | James Winslow               | James Winslow               | R-Tek Motorsport            |
| 6     | 18   | Phillip Island         | 4–6 novembre   | James Winslow | Chris Gilmour               | Chris Gilmour               | Gilmour Racing              |
| 7     | 19   | Symmons Plains Raceway | 11–13 novembre | James Winslow | John Magro                  | Chris Gilmour               | Gilmour Racing              |
| 7     | 20   | Symmons Plains Raceway | 11–13 novembre | James Winslow | James Winslow               | James Winslow               | R-Tek Motorsport            |
| 7     | 21   | Symmons Plains Raceway | 11–13 novembre | James Winslow | James Winslow               | Tim Macrow                  | Fusion Formula              |

## Risultati

### Campionato Piloti
| Pos       | Pilota           | WIN 1     | WIN 2     | WIN 3     | HID 1     | HID 2     | HID 3     | EAS 1     | EAS 2     | EAS 3     | MOR 1     | MOR 2     | MOR 3     | SAN 1     | SAN 2     | SAN 3     | PHI 1     | PHI 2     | PHI 3     | SYM 1     | SYM 2     | SYM 3     | Punti     |
| GOLD STAR | GOLD STAR        | GOLD STAR | GOLD STAR | GOLD STAR | GOLD STAR | GOLD STAR | GOLD STAR | GOLD STAR | GOLD STAR | GOLD STAR | GOLD STAR | GOLD STAR | GOLD STAR | GOLD STAR | GOLD STAR | GOLD STAR | GOLD STAR | GOLD STAR | GOLD STAR | GOLD STAR | GOLD STAR | GOLD STAR | GOLD STAR |
| --------- | ---------------- | --------- | --------- | --------- | --------- | --------- | --------- | --------- | --------- | --------- | --------- | --------- | --------- | --------- | --------- | --------- | --------- | --------- | --------- | --------- | --------- | --------- | --------- |
| 1         | Chris Gilmour    | 4         | 2         | -         | 4         | Rit       | 2         | 3         | 3         | 3         | 1         | 1         | 1         | 2         | 1         | 2         | 3         | 3         | 1         | 1         | 5         | 5         | 210       |
| 2         | James Winslow    | 1         | 1         | -         | 1         | Rit       | 4         | 2         | 2         | 2         |           |           |           | 1         | 2         | 1         | 1         | 1         | 3         | 4         | 1         | 2         | 202       |
| 3         | John Magro       | 2         | Rit       | -         | 6         | 1         | 6         | 4         | 4         | 4         | 2         | 3         | 2         | 3         | Rit       | 3         | 2         | 2         | 2         | 2         | 3         | 3         | 178       |
| 4         | Steel Giuliania  | 5         | 6         | -         | 7         | 5         | 8         | 7         | 5         | 7         | 4         | 5         | 3         | 4         | 3         | 5         | 7         | Rit       | 5         | 6         | 6         | 8         | 111       |
| 5         | Ben Gersekowski  | 8         | 4         | -         | 8         | 6         | 7         | 6         | 6         | 6         | 5         | 4         | 4         | 6         | Rit       | 6         | 6         | 6         | 6         | 7         | 7         | 6         | 102       |
| 6         | Mat Sofi         |           |           |           |           |           |           | 1         | 1         | 1         |           |           |           |           |           |           | 4         | 4         | 4         | 5         | 4         | 4         | 93        |
| 7         | Bryce Moore      | 3         | 3         | -         | 3         | 2         | 5         | 5         | 9         | 5         | 3         | 2         | Rit       |           |           |           |           |           |           |           |           |           | 77        |
| 8         | Josh Burdon      | 6         | 5         | -         | 10        | 7         | 9         | Rit       | 7         | 8         | Rit       | NP        | NP        | 5         | 5         | 4         | 5         | 5         | 7         | 8         | 8         | 7         | 73        |
| 9         | Roman Krumins    | 7         | 7         | -         | 9         | 8         | 10        | 8         | 8         | 9         | Rit       | 6         | 5         | 7         | 4         | 7         | 8         | 7         | 8         | 9         | 9         | 9         | 66        |
| 10        | Tim Macrow       |           |           |           | 5         | 4         | 3         |           |           |           |           |           |           |           |           |           |           |           |           | 3         | 2         | 1         | 62        |
| 11        | Kristian Lindbom |           |           |           | 2         | 3         | 1         |           |           |           |           |           |           |           |           |           |           |           |           |           |           |           | 37        |
| NATIONAL  |                  |           |           |           |           |           |           |           |           |           |           |           |           |           |           |           |           |           |           |           |           |           |           |
| 1         | Steel Guiliania  | 5         | 6         | -         | 7         | 5         | 8         | 7         | 5         | 7         | 4         | 5         | 3         | 4         | 3         | 5         | 7         | Rit       | 5         | 6         | 6         | 8         | 228       |
| 2         | Ben Gersekowski  | 8         | 4         | -         | 8         | 6         | 7         | 6         | 6         | 6         | 5         | 4         | 4         | 6         | Rit       | 6         | 6         | 6         | 6         | 7         | 7         | 6         | 221       |
| 3         | Josh Burdon      | 6         | 5         | -         | 10        | 7         | 9         | Rit       | 7         | 8         | Rit       | NP        | NP        | 5         | 5         | 4         | 5         | 5         | 7         | 8         | 8         | 7         | 162       |
| 4         | Roman Krumins    | 7         | 7         | -         | 9         | 8         | 10        | 8         | 8         | 9         | Rit       | 6         | 5         | 7         | 4         | 7         | 8         | 7         | 8         | 9         | 9         | 9         | 150       |
| 5         | Tim Macrow       |           |           |           | 5         | 4         | 3         |           |           |           |           |           |           |           |           |           |           |           |           | 3         | 2         | 1         | 97        |

| Colore  | Risultato             |
| ------- | --------------------- |
| Oro     | Vincitore             |
| Argento | 2º posto              |
| Bronzo  | 3º posto              |
| Verde   | Finito a punti        |
| Blu     | Finito senza punti    |
| Viola   | Ritirato (Rit)        |
| Viola   | Non classificato (NC) |
| Rosso   | Non qualificato (NQ)  |
| Nero    | Squalificato (SQ)     |
| Bianco  | Non partito (NP)      |
| Bianco  | Non ha gareggiato     |
| Bianco  | Infortunato (INF)     |
| Bianco  | Escluso (ES)          |
| Bianco  | Gara cancellata (C)   |

Note: Gara 3 del round di apertura a Winton è stata cancellata par pioggia forte.
Note: Non ci sono stati concorrenti nella classe Invito in uno dei primi quattro appuntamenti.